# Vangjush Mio

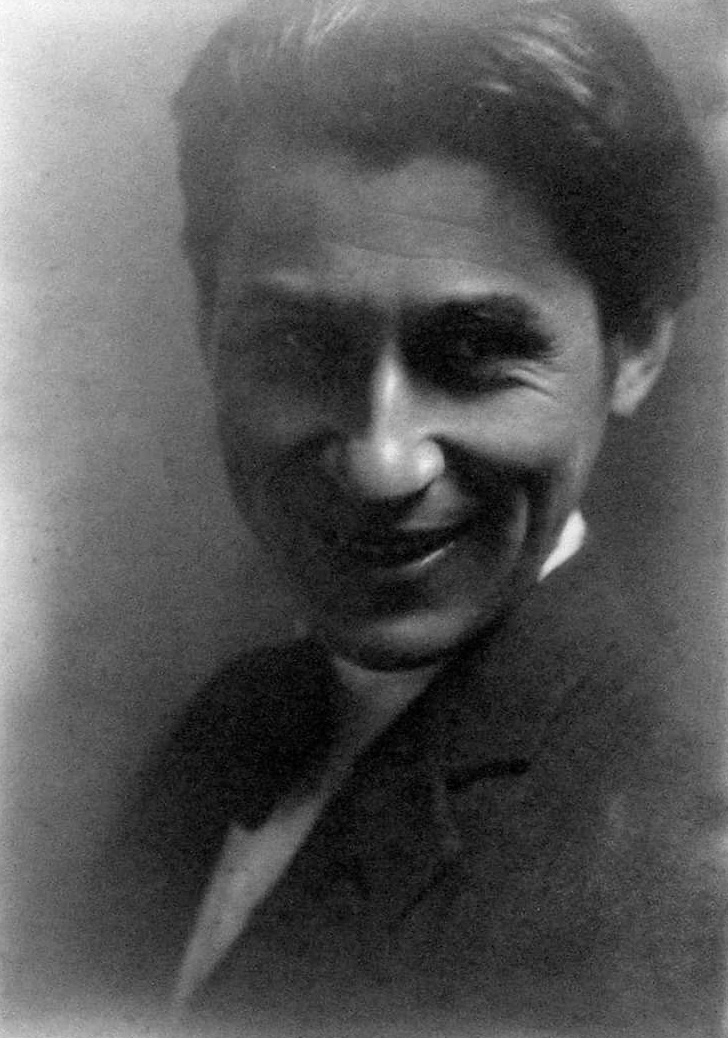
Mio in den 1920er Jahren

 Vangjush Mio  (* 3. März 1891 in Korça; † 30. Dezember 1957 in Tirana) war ein albanischer Maler.  Er war Bruder des albanischen Regisseurs und Schauspielers Sokrat Mio.

## Leben und Wirken
Mio wurde 1891 in Korça geboren. 1908 war er aus wirtschaftlichen Gründen mit seinem Bruder nach Bukarest gezogen. In der rumänischen Hauptstadt wurde er in der dortigen albanischen Künstlerkolonie aktiv. 1915 begann er sein Kunststudium in der Nationalen Kunsthochschule Bukarest. 1919 schloss er seine Ausbildung erfolgreich ab, und im gleichen Jahr eröffnete er seine erste persönliche Ausstellung in Bukarest. 1920 kehrte er für einige Monate zurück in seine Heimat und stellte seine Werke in Korça aus. Diese war auch die erste öffentliche Gemäldeausstellung in ganz Albanien. Im September des gleichen Jahres fuhr er nach Rom. Als großer Verehrer der italienischen Impressionisten des 19. und frühen 20. Jahrhunderts immatrikulierte sich Mio in die Königliche Akademie di San Luca.  Finanzielle Probleme zwangen ihn jedoch das Studium zu unterbrechen und nach Korça zurückzukehren. Dort nahm er eine Stelle als Kunstlehrer in der französischen Schule an, wo er unter anderem den späteren Staatsführer Enver Hoxha unterrichtete.
1924 konnte er auf Grund eines staatlichen Stipendiums zurück nach Rom und sein angefangenes Studium im gleichen Jahr erfolgreich mit dem Diplom abschließen. Danach entschied er sich, den Rest seines Lebens in seinem Geburtsort Korça zu verbringen, das zu der Zeit als Kulturhauptstadt Albaniens galt.
Während seines Lebens hat er an viele Ausstellungen albanienweit teilgenommen, 1942 auch in Bari. Seine letzte von ihm organisierte Ausstellung, die eine Retrospektive seines Schaffens bildete, fand im November 1957 in Tirana statt. Wenige Tage später, am 30. Dezember 1957, starb Mio in Tirana infolge von durch Gelbsucht verursachte Komplikationen.

## Werke
Vangjush Mio war der erste Impressionist Albaniens. Er wurde vor allem bekannt durch seine Landschaftsgemälde und gilt als der beste albanische Landschaftsmaler des 20. Jahrhunderts. Seine Lieblingsmotive waren die Städte Korça, Pogradec und Umgebung, er hat aber auch weitere Orte Albaniens in seinen Werken verewigt wie Tirana, Elbasan, Himara, Berat und Gjirokastra.
Neben Landschaftsmalerei brillierte Mio auch in Porträtgemälde.
Mio hat eine bemerkenswerte Malerkarriere hinter sich und konnte in 40 Jahren über 400 Zeichnungen und 130 Gemälde fertigen. Etwa 60 seiner Werke können in der Nationalen Kunstgalerie von Tirana bewundert werden. Weitere Werke des Künstlers werden von seiner Tochter Rozeta in seinem 2010 renovierten Haus in Korça, dem heutigen Museum Vangjush Mio, präsentiert. 1994 wurden dort 21 Gemälde gestohlen, die noch immer nicht aufgetaucht sind.
Nebenbei fotografierte Mio auch – zum Teil als Vorlage für seine Bilder, zum Teil als eigenständige Werke.

## Würdigung

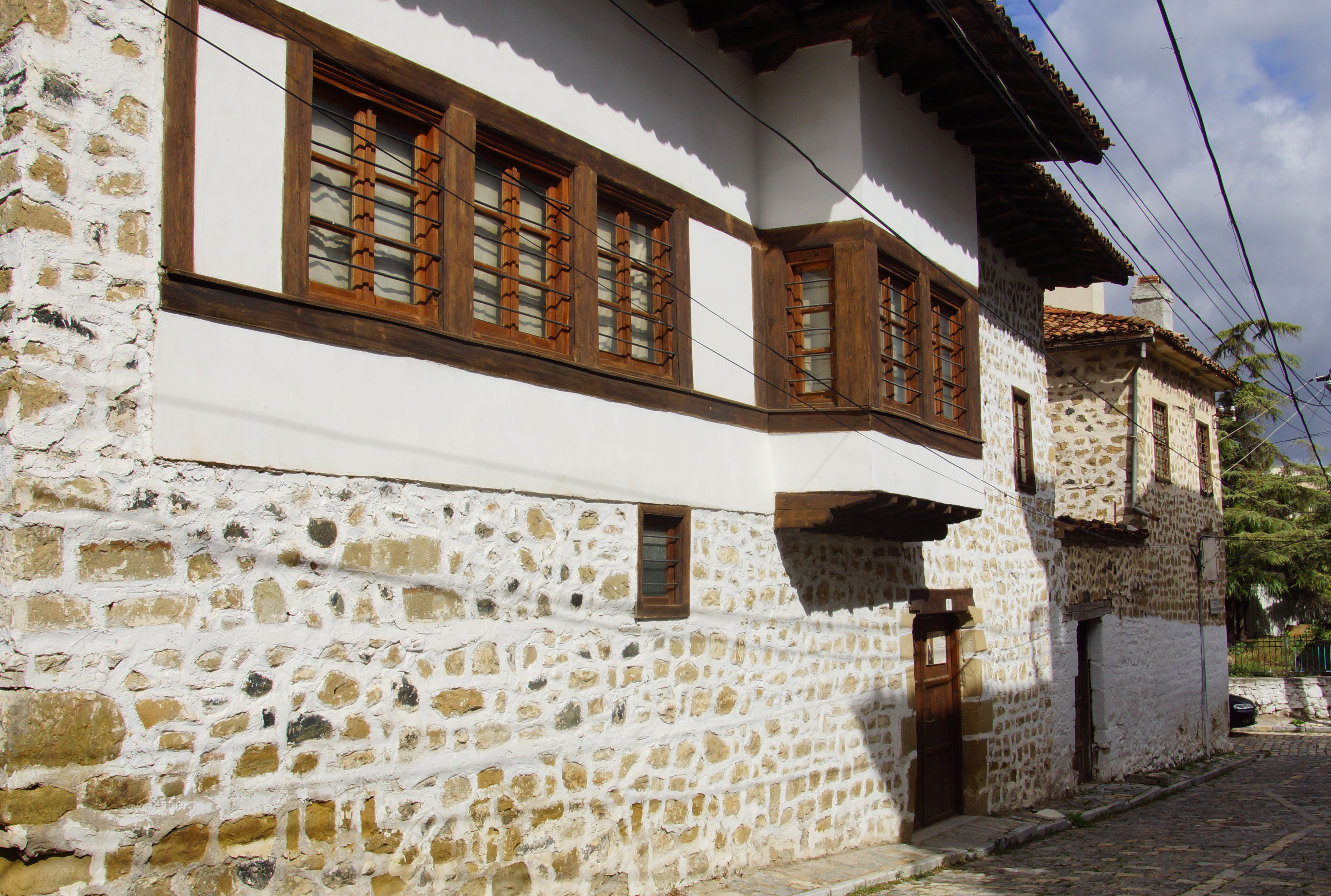
Haus von Vangjush Mio in Korça, wo Familienangehörige Gemälde des Künstlers ausstellen

Vangjush Mio wurde mit dem Titel Maler des Volkes (Piktor i Popullit) ausgezeichnet.
1965 erschien ein albanischer Dokumentarfilm Vangjush Mio, piktor i popullit über sein Leben und Werk.
Der Kulturpalast Korças wurde nach seinem Namen benannt. Seit 2007 findet in Korça Ende Oktober das Mio’s Days-Festival statt, bei dem vier Tage lang das Schaffen des Künstlers durch Maler aus dem In- und Ausland gewürdigt wird. Während dieser Tage ist die Stadt und die nähere Umgebung ein offenes Atelier und Vorlage für die Künstler. Am letzten Tag des Festivals werden die erstellte Werke im Kulturpalast ausgestellt. Seit einigen Jahren wird in Korça der Vangjush Mio-Preis für die Sieger eines landesweiten Wettbewerb der bildenden Künste vergeben.